# تشارلز هنري ديفيس
تشارلز هنري ديفيس (بالإنجليزية: Charles Henry Davis)‏، (16 يناير 1807 - 18 فبراير 1877) لواء في بحرية الولايات المتحدة. كان يعمل في استطلاع الساحل، وكان ديفيس يبحث في أمور المد والجزر والتيارات، وقد حدد ساحل ضحل مجهول قد كان يسبب تحطم السفن قبالة ساحل نيويورك. في الحرب الأهلية، كان يقود أسطول السفن المدفعية الغربية، أنتصر عند مشاركته في معركة ممفيس، قبل الاستيلاء على إمدادات العدو في حملة ناجحة لنهر يازو.

## روابط خارجية
- تشارلز هنري ديفيس على موقع الموسوعة البريطانية (الإنجليزية)